# Stazione di Bresenza
La stazione di Bresenza (in sloveno Prešnica) è una fermata ferroviaria posta sulla linea per Divaccia-Pola ed è il punto di diramazione della linea per Capodistria; serve il centro abitato di Bresenza, frazione del comune di Erpelle-Cosina.

## Storia
La fermata fu attivata il 20 settembre 1876, con l'apertura della ferrovia Istriana. Con l'apertura della linea Bresenza-Capodistria nel 1967 la stazione divenne di diramazione.
Dopo la prima guerra mondiale, con l'annessione della zona al Regno d'Italia, la fermata passò alle Ferrovie dello Stato italiane, assumendo il nome di Bresenza del Taiano.
Dopo la seconda guerra mondiale la fermata passò alla rete jugoslava (JŽ), venendo ribattezzata Prešnica, analogamente al centro abitato. Dal 1991 appartiene alla rete slovena (Slovenske železnice).